# Cecilia I de Urgel
Cecilia I de Urgel Cecilia I de Cominges-Turenne (? - 1384), vizcondesa de Turena y condesa de Urgel. Era hija de Bernardo VIII de Cominges y de Marta de la l´Isle Jourdan, hija de Bernardo IV, señor de l´Isle Jourdain y Margarita de Foix.
En 1336 se casó con Jaime I de Urgel, trayendo como dote el vizcondado de Turena. Tuvieron dos hijos:
- El infante Pedro II de Urgel (1340-1408), conde de Urgel.
- La infanta Isabel de Urgel que se casó con Folc II de Cardona.

Vendió a su cuñado Guillaume Roger de Beaufort, sobrino del papa, el vizcondado de Turena, lo que le reportó una gran cantidad de dinero con el que restauró y edificó numerosos monumentos en el condado de Urgel. Los edificios patrimoniales más importantes del condado de Urgel se los debemos a su labor de mecenas. Así pues, entre otros, ordenó la construcción de la iglesia de Santa María de Balaguer así como el monasterio de clarisas de Almatá.
Al morir su esposo quedó como tutora de su hijo menor de edad. Como tutora siguió una política que permitió la recuperación económica del condado, eliminando una parte importante de las deudas que su marido había contraído. Su gobierno coincide con la época de mayor esplendor del condado de Urgel. 
Al morir su hermano Juan de Cominges en 1339, la princesa Cecilia se convirtió en la heredera de los Estados de Cominges. Pero para evitar que estos recayesen en la casa de Aragón, se decidió que su sobrino Pedro-Ramón de Cominges se casase con la hermana de Cecilia, Juana de Cominges, para que fuera este el heredero de dichos Estados y que siguiesen perteneciendo a la Casa de Cominges. 

## Ascendencia y hermanos
La ascendencia familiar de la princesa Cecilia de Cominges es la siguiente:
Bernardo VII de Cominges, hijo de Bernardo VI, Conde Soberano de Cominges, casado el 26 de agosto de 1245 con Teresa d´Astarac.
Se casó con Laura de Montfort, hija de Felipe de Montfort, señor de Castres y de Juana de Levis. 
El conde Bernardo VII de Cominges y su mujer tuvieron ocho hijos: 
1. Bernardo VIII de Cominges. Casado en primeras nupcias con su prima Puella d´Armagnac, hija de Gerardo II, conde d´Armagnac y de Fezensac, y Marta de Béarn. Tras enviudar, se volvió a casar con Margarita de Turena, hija de Raimond VII vizconde de Turena. Y casado por tercera vez con Marta de la l´Isle Jourdan, hija de Bernardo IV, señor de l´Isle Jourdain y Margarita de Foix.
Bernardo VIII tuvo de su tercera mujer los siguientes hijos: 
- Juan de Cominges (1336-1339).
- Cecilia de Cominges (-1384). Casada en 1336 con el infante Jaime de Aragón, conde de Urgel. Hijo de Alfonso IV, Rey de Aragón y de Teresa, condesa de Urgel.
- Margarita de Cominges (-1349).
- Juana de Cominges, casada en 1350 con su primo-hermano Pedro-Ramón II de Cominges. Este matrimonio fue de conveniencia para evitar que los Estados Soberanos de Cominges con cayeran en manos extranjeras.
- Leonor de Cominges (-1397). Casada el 17 de noviembre de 1349 con Guillermo Roger, conde de Beaufort. Sobrino del papa Clemente VI.
- Marta de Cominges, monja.
- Beatriz de Cominges, monja.

2. Guido de Cominges, llamado "el pequeño rey de Albí", fallecido en 1365 sin descendencia. Heredó de su madre el señorío de Albí. Se casó en 1309 con Margarita de Monteil (+1313), y en 1323 con India de Caumont.
3. Pedro-Ramón I de Cominges (+1341). Casado con Francisca d´Armagnac-Fezensac. Tuvieron dos hijos: 
- Pedro-Ramón II de Cominges, el cual se casó en 1350 con su prima-hermana Juana de Cominges, hija de Bernard VIII de Cominges, para heredar los Estados de Cominges.
- Juana de Cominges, casada con Gerardo II d´Armagnac, vizconde de Fezensaguet.

4. Arnaldo-Roger de Cominges, Obispo de Clermont, (+1336).
5. Juan-Ramón de Cominges. Cardenal, primer arzobispo de Toulouse y de Oporto (muerto en 1348). Varios cardenales con el apoyo del Rey de Francia, le ofrecieron la corona papal a la muerte de Juan XXII, pero Juan de Cominges rehusó el solio pontificio, ya que su elección estaba condicionada a que no llevara de vuelta la Corte Papal a Roma. 
6. Simón de Cominges. 
7. Cecilia de Cominges, casada con el conde Amanieu d´Astarac y, tras enviudar en 1331, se volvió a casar con Juan II de Monferrato. No tuvo descendencia.
8. Leonor de Cominges, casada en 1327 con su primo-hermano Gastón II de Foix-Béarn. La princesa Leonor fue regenta de los Estados de Béarn, Bigorre y Foix tras la muerte de su marido en 1343 y hasta la mayoría de edad de su único hijo Gastón III de Foix, “Phebus” . 
| Predecesor: Jaime I | Conde de Urgel 1348 | Sucesor: Pedro II |

- Datos: Q1984363